# Remora 600
Le Remora 600 est un sous-marin d’observation monoplace capable de plonger jusqu’à 300 mètres. Conçu par la Comex en 1987, il dispose d’un grand hublot hémisphérique qui permet au pilote de bénéficier d’une large vue panoramique. Désarmé en 1994, il a été mis à disposition par la Comex et est visible dans la Nef d'Accueil de La Cité de la Mer à Cherbourg-Octeville (espace accessible gratuitement). 

## Description
La coque du Remora 600 est constituée à l’arrière d’une demi-sphère en acier inoxydable et à l’avant d’une demi-sphère transparente en acrylique, d’une épaisseur de 70 mm.
Ses déplacements sont assurés grâce à 3 petits propulseurs. Les 2 principaux sont contrôlés par le pilote à l’aide de son joystick. Le propulseur latéral est géré par le pilote automatique et le compas.
- Profondeur maximale d’intervention : 300 mètres
- Poids : 1 350 kg
- Équipage : 1 pilote
- Diamètre de la sphère habitable : 1,20 m
- Alimentation électrique : Infinie car fournie par le câble électroporteur qui relie le sous-marin à son bâtiment-support de surface
- Alimentation électrique de secours : 72 heures grâce aux batteries de secours qui permettent de maintenir la régénération d’air, l’éclairage interne et les communications avec la surface
- Vitesse maximum : 2 nœuds
- Année de fabrication : 1987
- Année de désarmement : 1994

Le Remora 600 a été essentiellement utilisé dans le cadre de campagnes archéologiques, comme en 1990 lors des fouilles réalisées par le DRASSM sur l'épave de la Sainte-Dorothéa.  